# Моевки
Мо́евки, или говорушки (лат. Rissa), — род птиц из семейства чайковых (Laridae).

## Описание
Это маленькие морские птицы с коротким и сильным клювом, короткими лапками и сильно уменьшенным задним пальцем. Обыкновенная моевка распространена по всей Голарктике, красноногая встречается лишь на побережьях северного Тихого океана. Оба вида гнездятся на прибрежных утёсах, а вне брачного периода всё время проводят в открытом море.

## Классификация
Международный союз орнитологов включает в род два вида:
- Rissa brevirostris (Bruch, 1855) — Красноногая моевка, или красноногая говорушка
- Rissa tridactyla (Linnaeus, 1758) — Обыкновенная моевка, или моевка, или черноногая моевка